# Parafia św. Jadwigi Śląskiej w Pszczynie
Parafia św. Jadwigi Śląskiej – rzymskokatolicka parafia znajdująca się w Pszczynie, w dzielnicy Stara Wieś. Została utworzona 15 marca 1981 roku.

## Historia
Drewniany kościół w Starej Wsi miał istnieć już około 1200 roku. Podlegał następnie parafii w Pszczynie. Był kilkukrotnie przebudowywany.
W listopadzie 1598 roku wizytacji kościelnej (pierwszej po soborze trydenckim) dekanatu pszczyńskiego dokonał archidiakon krakowski Krzysztof Kazimirski na zlecenie biskupa Jerzego Radziwiłła. Według sporządzonego sprawozdania kościół w Antiqua Villa znajdował się w rękach protestantów.
We wrześniu 1939 roku w wyniku działań wojennych zniszczony został kościół św. Jadwigi. W 1970 roku powołano w Starej Wsi punkt katechetyczny. W 1981 roku powołano samodzielną parafię, a budowę nowego kościoła rozpoczęto w 1989 roku, a symbolicznie ukończono poprzez poświęcenie w 1989 roku.

### Proboszczowie
Źródło: Encyklopedia wiedzy o Kościele katolickim na Śląsku
- ks. Antoni Mazur, rektor 1972–1981, proboszcz 1981–1995
- ks. Alojzy Bok, administrator 1995–1997, proboszcz 1997–2019
- ks. Rafał Październiok, proboszcz od 2019[5]